# 武雄神社

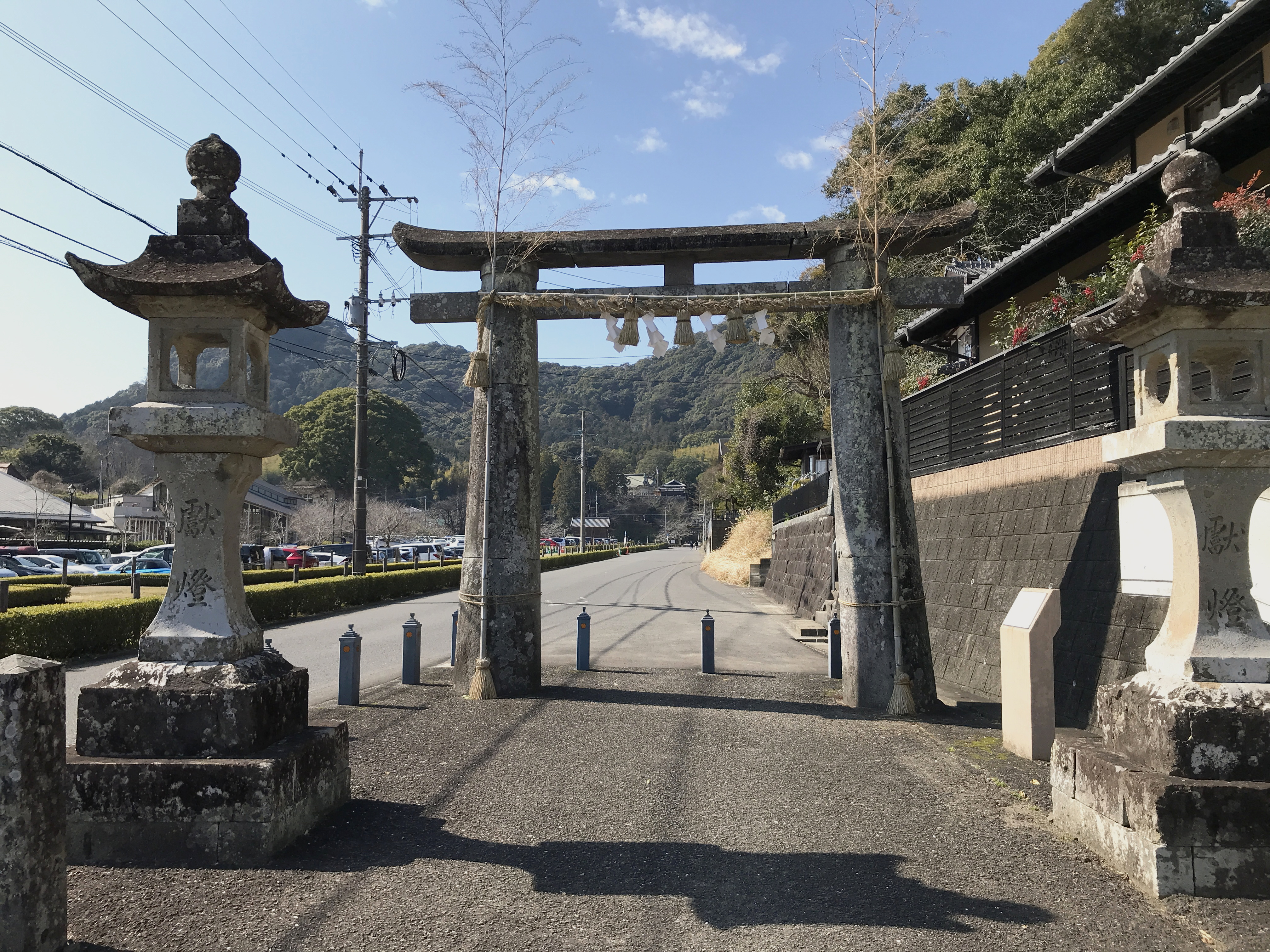
一の鳥居（肥前鳥居）

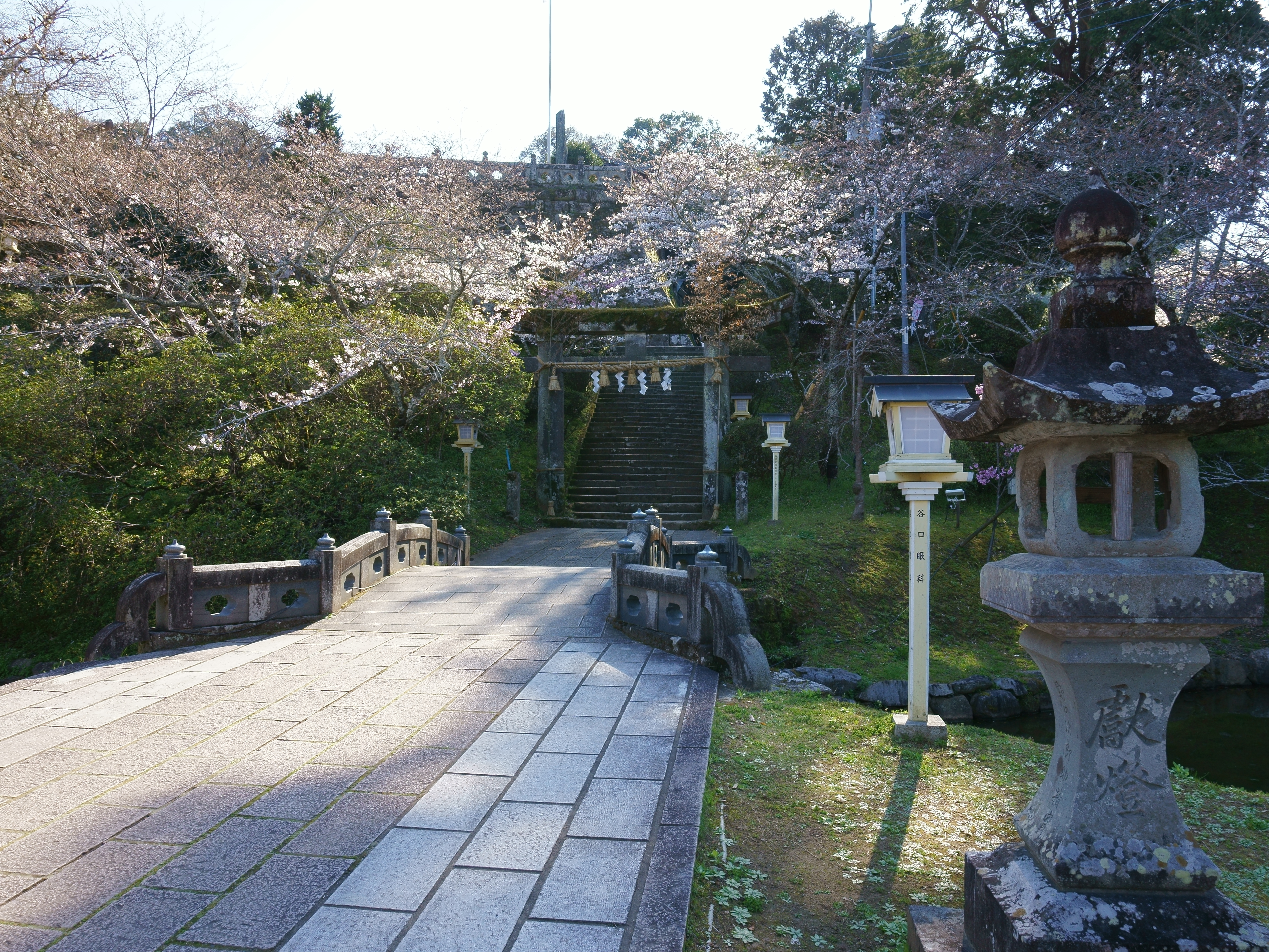
二の鳥居・太鼓橋

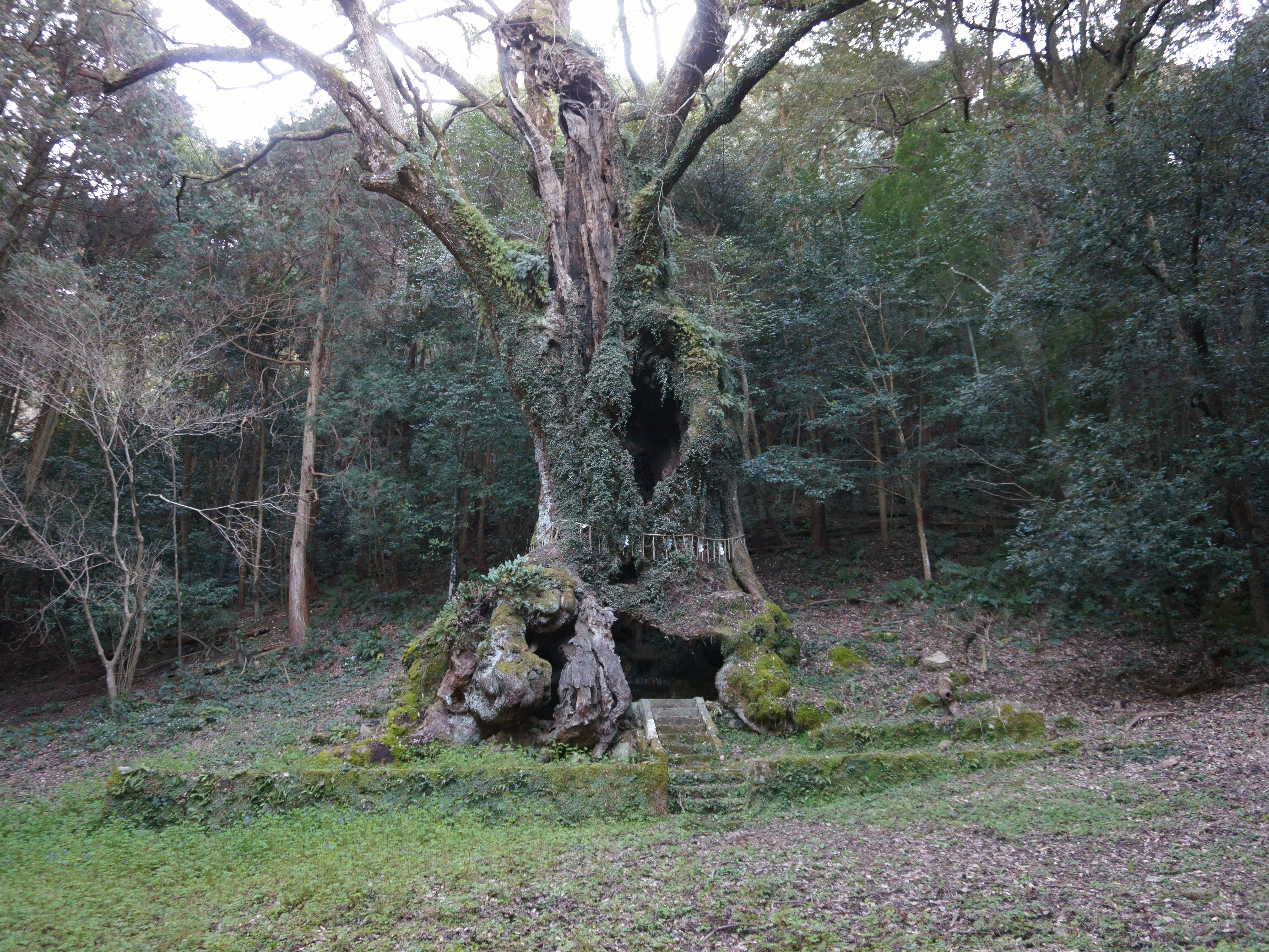
御神木である武雄の大楠。うろには祠が祀られている

武雄神社（たけおじんじゃ）は、佐賀県武雄市武雄町の御船山の山麓にある神社。樹齢3000年ともいわれる御神木の大楠があることでも知られる。

## 歴史
『武雄神社本紀』によると、天平3年（735年）に初代神主伴行頼に神託があり、大宰府を通じ朝廷に奏上して武内宿禰を主神に以下4神を合祀して創建したとされる。
平安時代での旧社格は、九州地区の地方行政機関である｢大宰府｣の府社とされ、祭礼に国使が参向するなど、杵島郡鎮守としての役割があった。それらを裏付ける218通にもおよぶ武雄神社文書とよばれる古文書が現存する。
元永年間（1118 - 20年頃）武雄二代領主 後藤資茂が、塚崎城を築城するために、朝廷に奏請して当社を舳嶽東麓（現在地）に遷した。
文治元年（1185年）の壇ノ浦の戦いでは平氏追討祈願を行い、平家を滅ぼした源頼朝は後鳥羽上皇の勅使と名代の御家人を赴かせ、御教書を送り、深く感謝した。この参詣を歓迎し、武雄四代領主の後藤宗明が流鏑馬を奉納し、それ以来、現在も流鏑馬神事が行われている。また、これを機に武雄神社と源氏との関係は密接となり、将軍家の祈祷を行う関東御祈祷所と、御家人の役割が与えられた。これらの状況は武雄神社文書により記されている。

## 境内
- 一ノ鳥居（肥前鳥居）：寛永18年（西暦1641年）武雄領主22代鍋島茂和により建立される[2]。武雄市指定重要文化財。

高さは4.7ｍ、柱と柱の間は2.7m、笠木の長さは5.8mあり、左の柱に「専祈　身宮剛建　保八節大來之吉祥　壽域増延　仰一門九族之餘慶　祈願成就而君臣　神主武雄宮内大輔藤原朝臣貞門　時寛永十八年辛巳歳暮春吉日良辰」と刻まれ、右の柱に「大日本鎮西肥前州杵島郡　正一位武雄宮奉造立石鳥居一柱　鍋島左京亮藤原朝臣茂和　大菩薩威震十万　化流四海　先願　風調雨順時臻　萬民康楽　陽倡陰和道行　七福即生」と刻まれている。
- 流鏑馬馬場：一ノ鳥居付近より下ノ宮付近まであり、馬場全長は255メートル（140間）である[4]。

- 下ノ宮：摂末社参照

- 心宇ノ池：例祭の日に清祓の儀が行われる[5]。

- 二ノ鳥居：寛文12年（西暦1672年）に藤原頼続により建立。肥前鳥居と神明鳥居の折衷型である[6]。

- 夫婦檜：２本の檜が根元と、樹の中ほどで枝が合着しているため、縁結びの象徴とされている[7]。

- 三ノ鳥居（肥前鳥居）：元和３年（西暦1617年）武雄領主21代鍋島茂綱により再建される[8]。武雄市指定重要文化財。

高さは4.6m、柱と柱の間は3mで、笠木の長さは5.1mある。
- 一ノ手水舎

- 荒神社：摂末社参照

- 塩釜神社・城山稲荷神社：摂末社参照

- ビルマ戦線戦没者慰霊碑：1987年（昭和62年）10月建立[9]。

- 征清軍凱旋記念碑：東郷平八郎直筆の書による記念碑である[10]。

- 社務所

- 拝殿・本殿：社殿は、1964年（昭和39年）に焼失し、1970年（昭和45年）に鉄筋コンクリート造り、銅葺屋根で、流造の本殿に唐破風付き入母屋造りの拝殿として再建された。社殿が白いのは、当社の使いとされる白鷺に由来する[11]。拝殿と本殿の間に神輿庫が併設されている。

- ニノ手水舎：御神木の大楠を詣る為に、再度手水を行うための手水舎[12]。

- もみじ通り：御神木の大楠への参道で、両脇にもみじが植えられている。

- 大楠：推定齢3000年と伝される神木である。地表近くの幹に広さ12畳ほどの空洞があり、中に石祠があり天神様が祀られている[13]。 佐賀の名木・古木に登録されている約900本の中から「さが名木100選」に選定されている[14]。武雄市指定天然記念物。

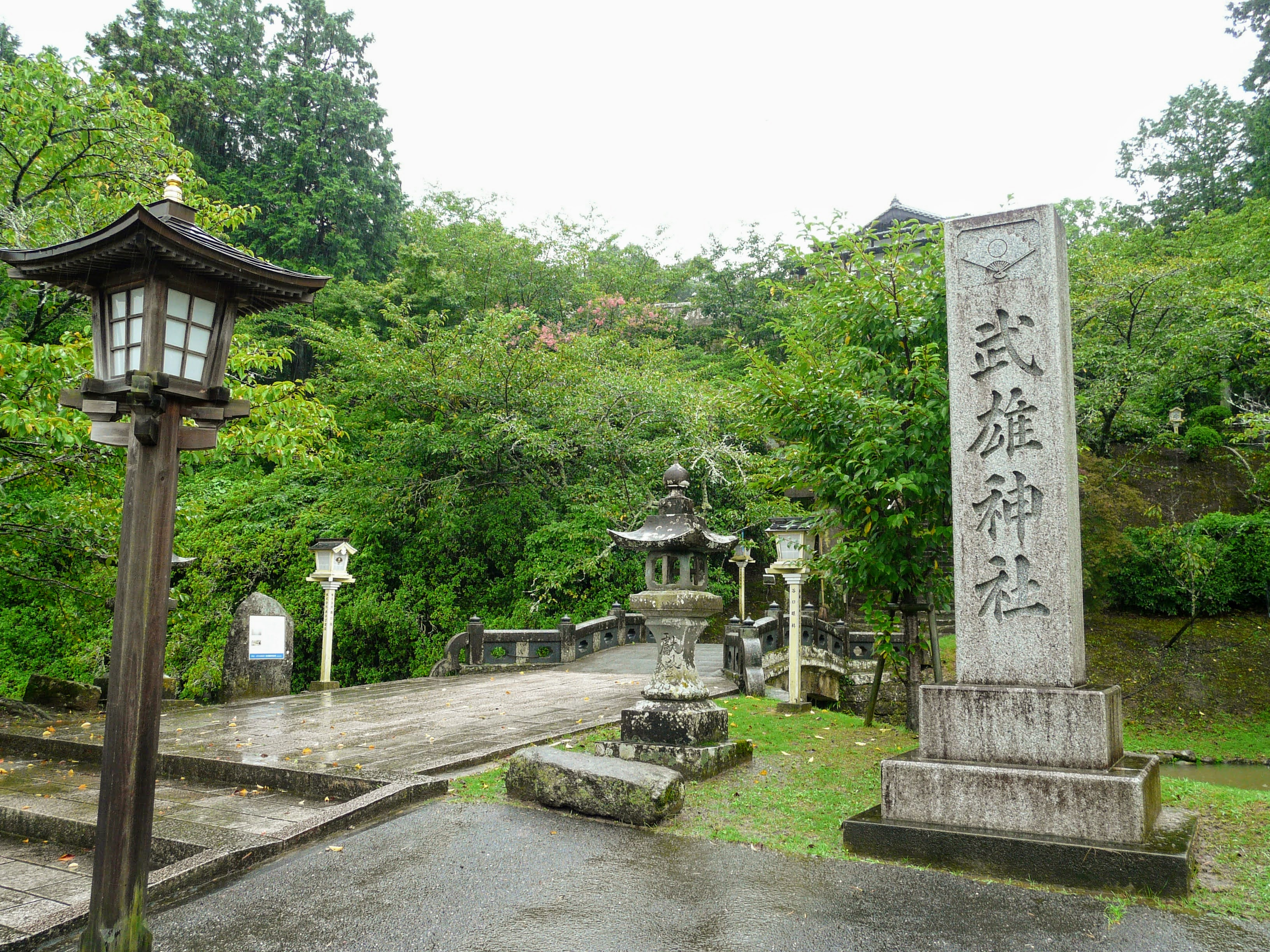
武雄神社社号標と参道
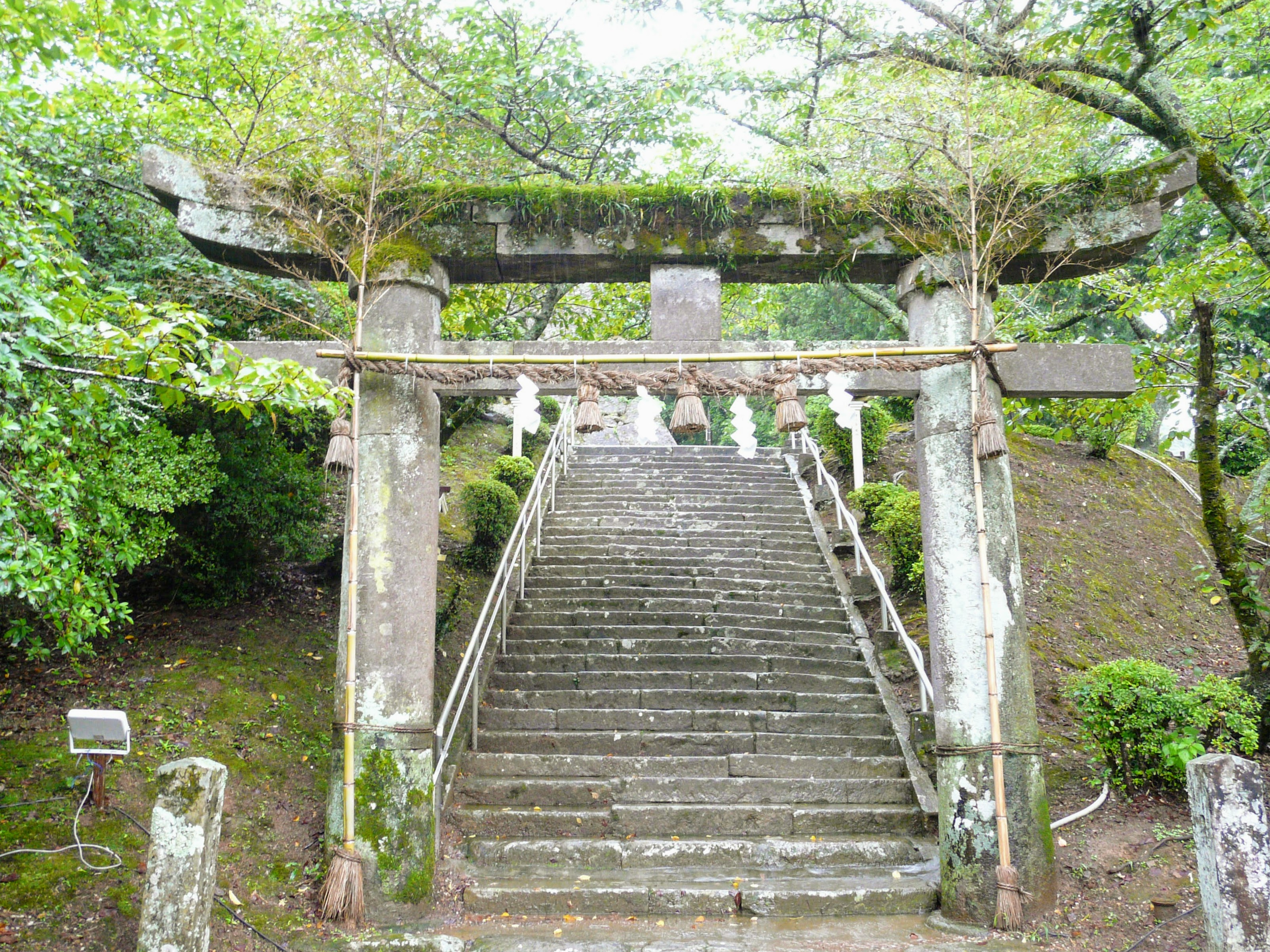
二ノ鳥居
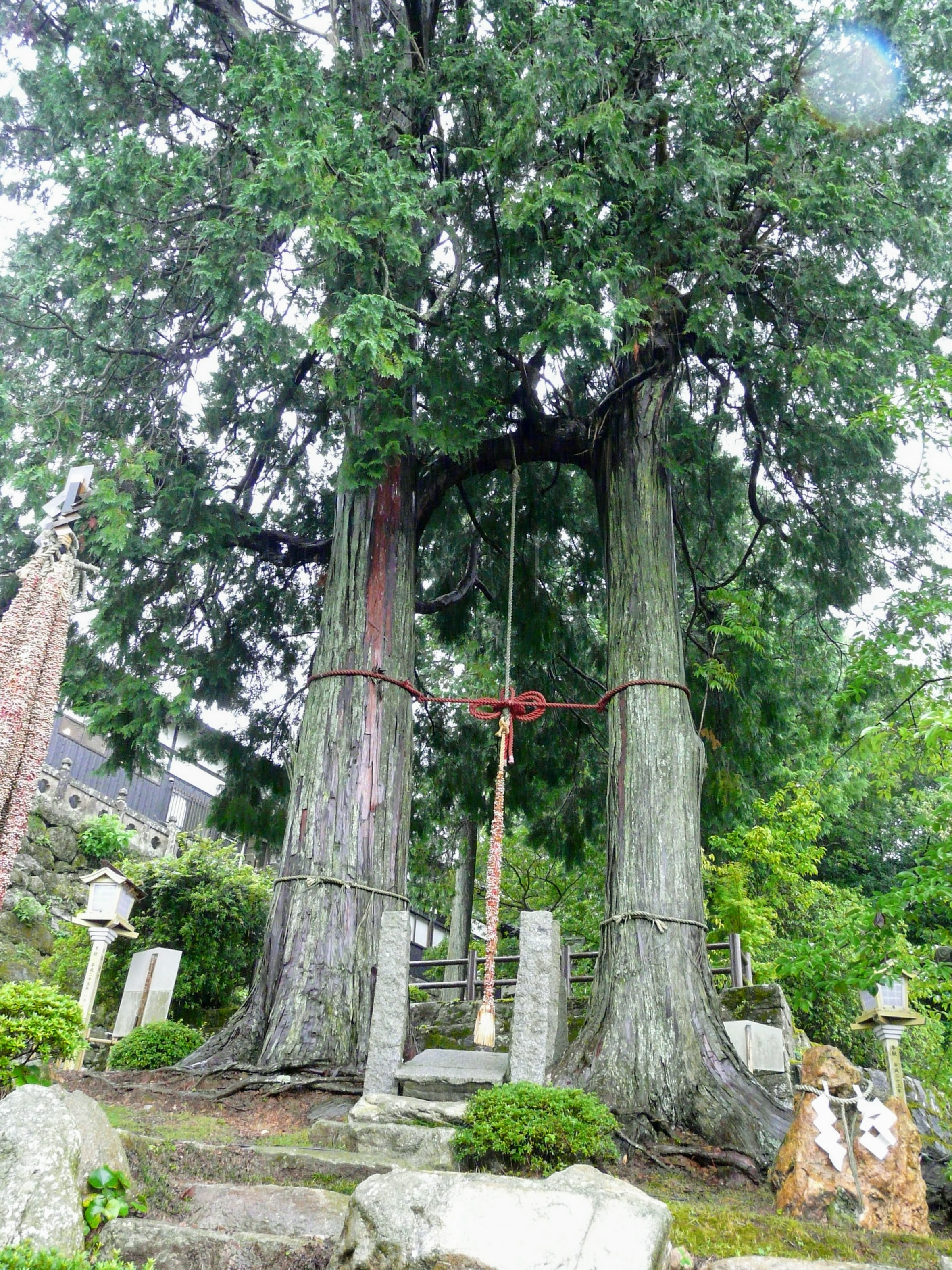
夫婦檜
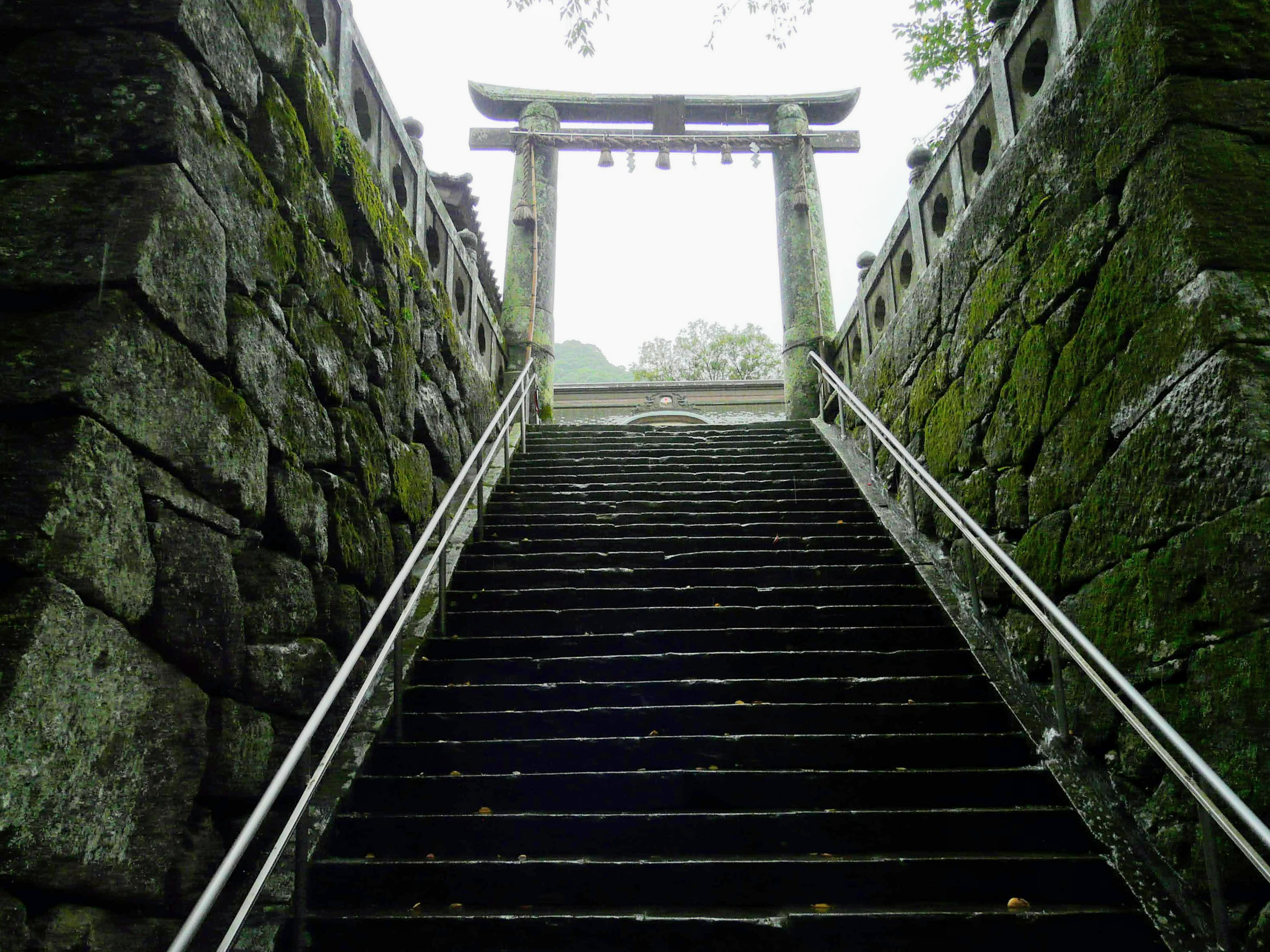
三ノ鳥居（肥前鳥居）
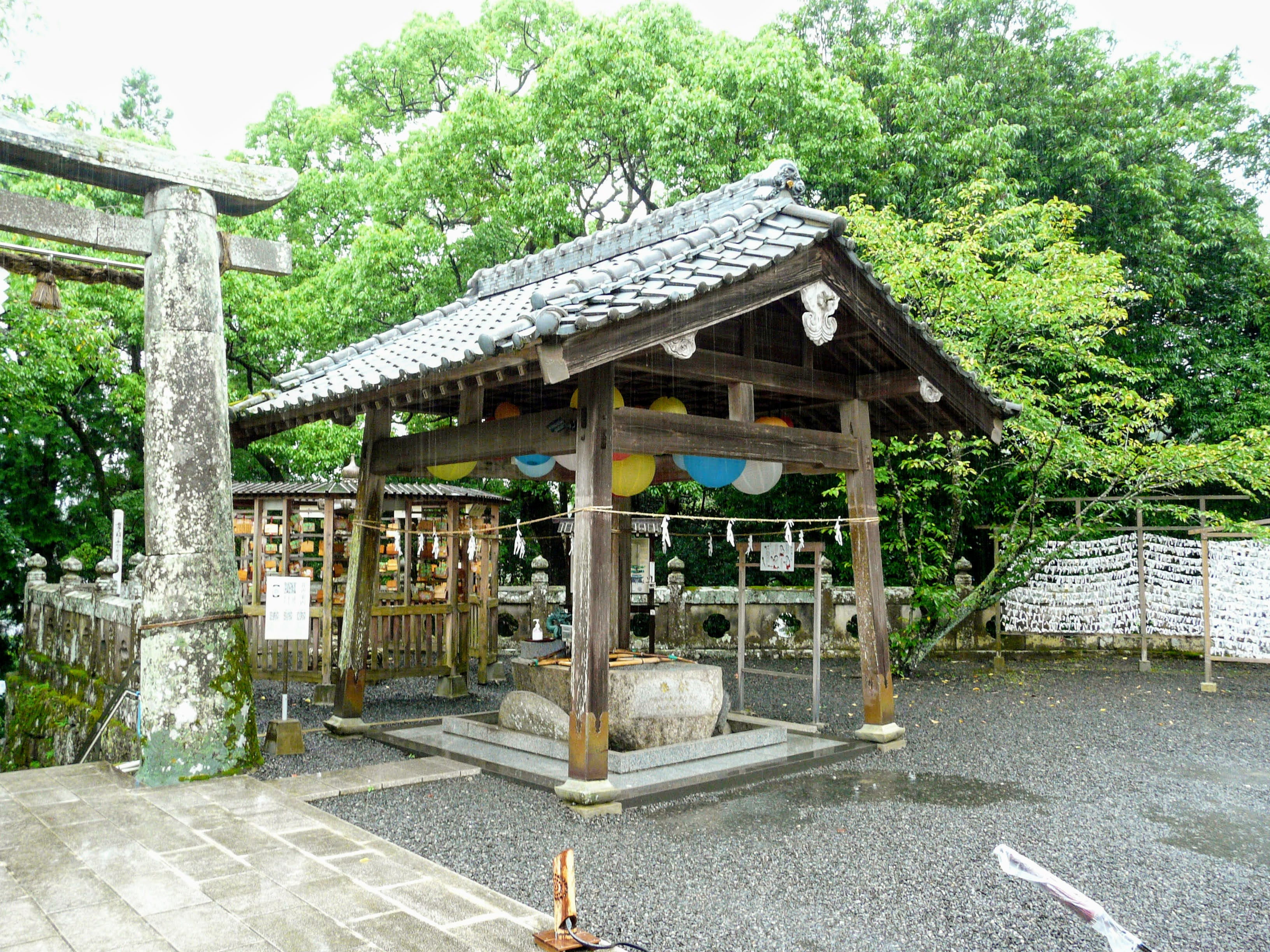
一ノ手水舎
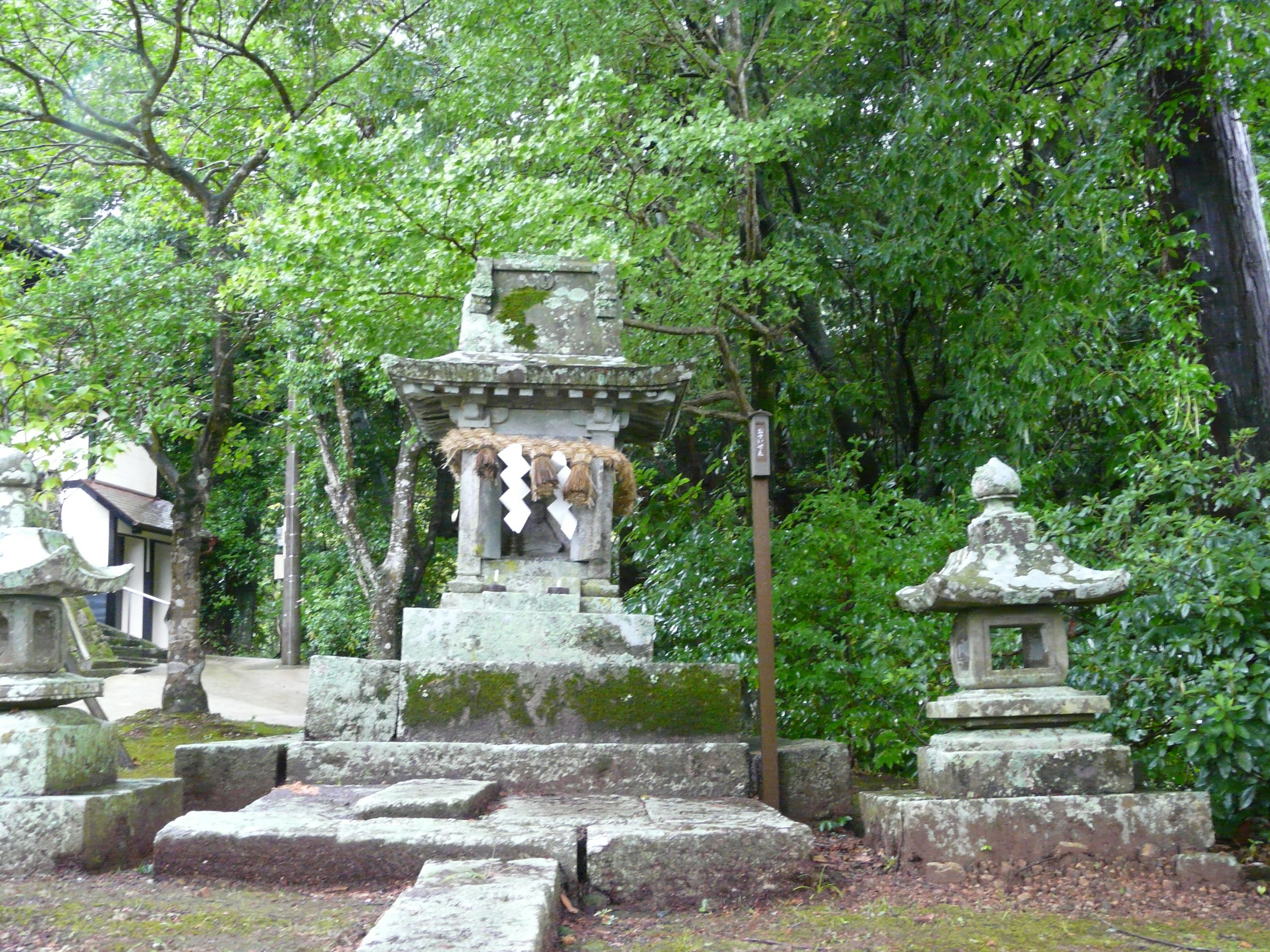
荒神社
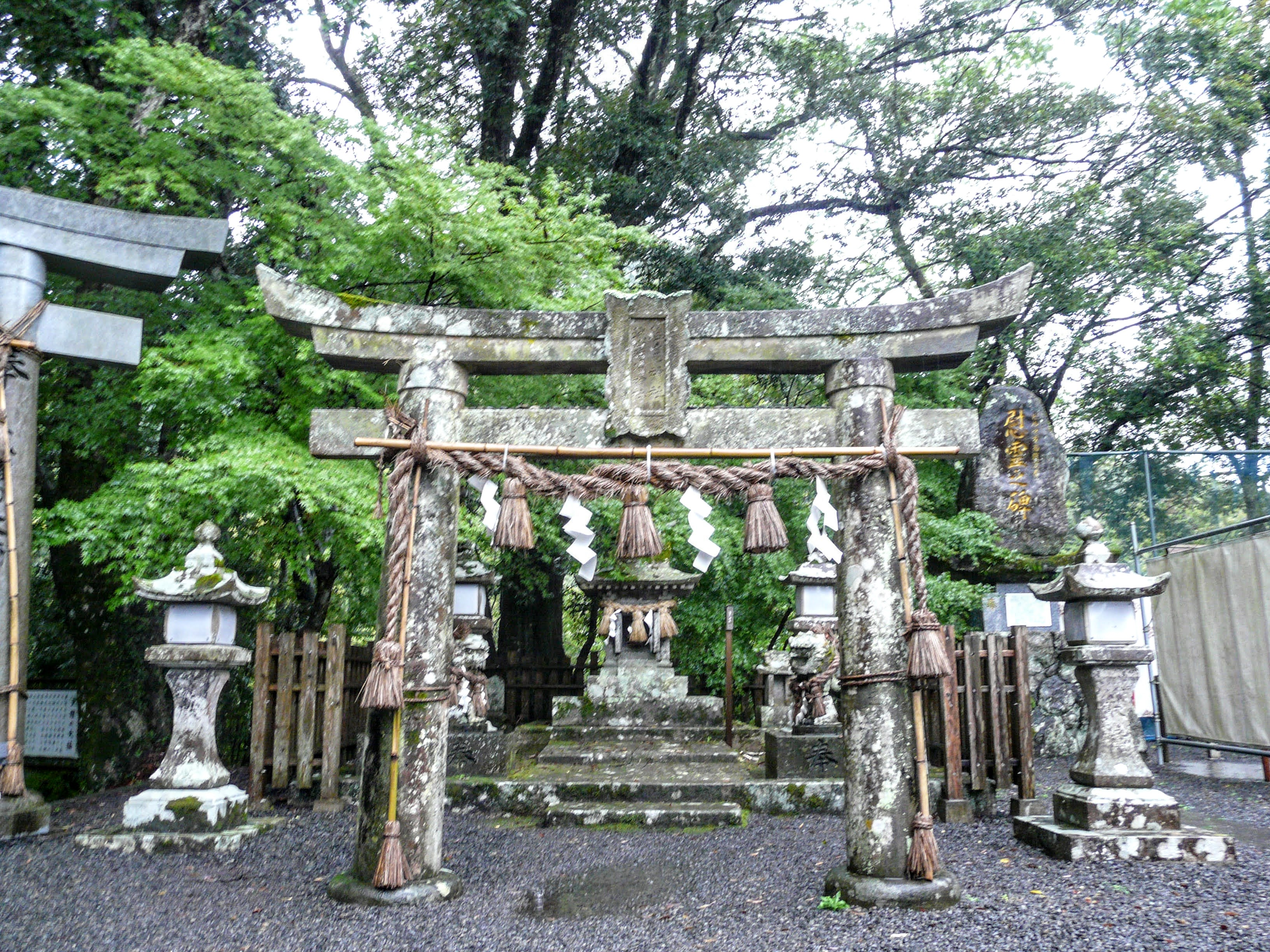
塩釜神社・城山稲荷神社
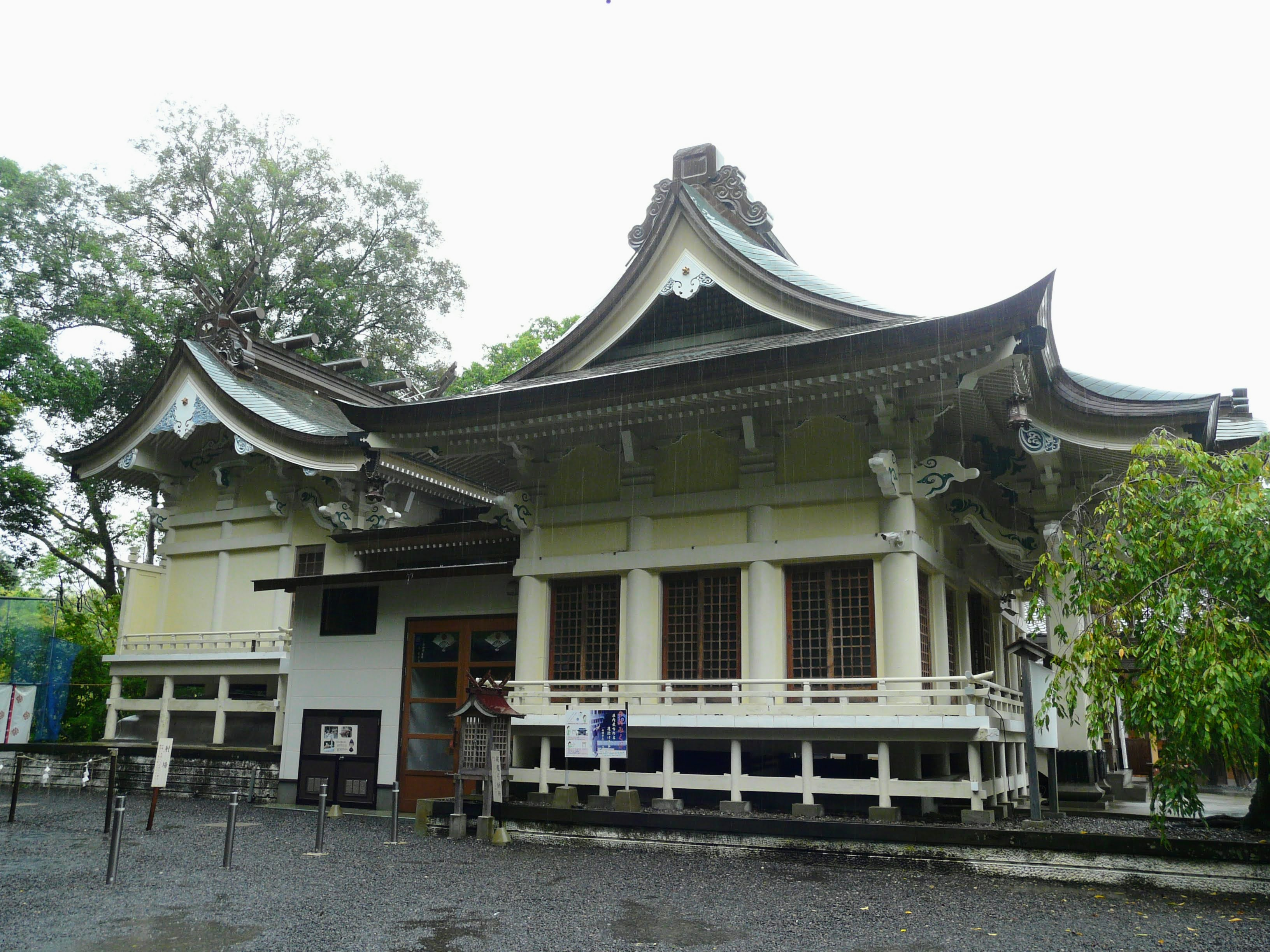
拝殿（右）、神輿庫（真中）、本殿（左）
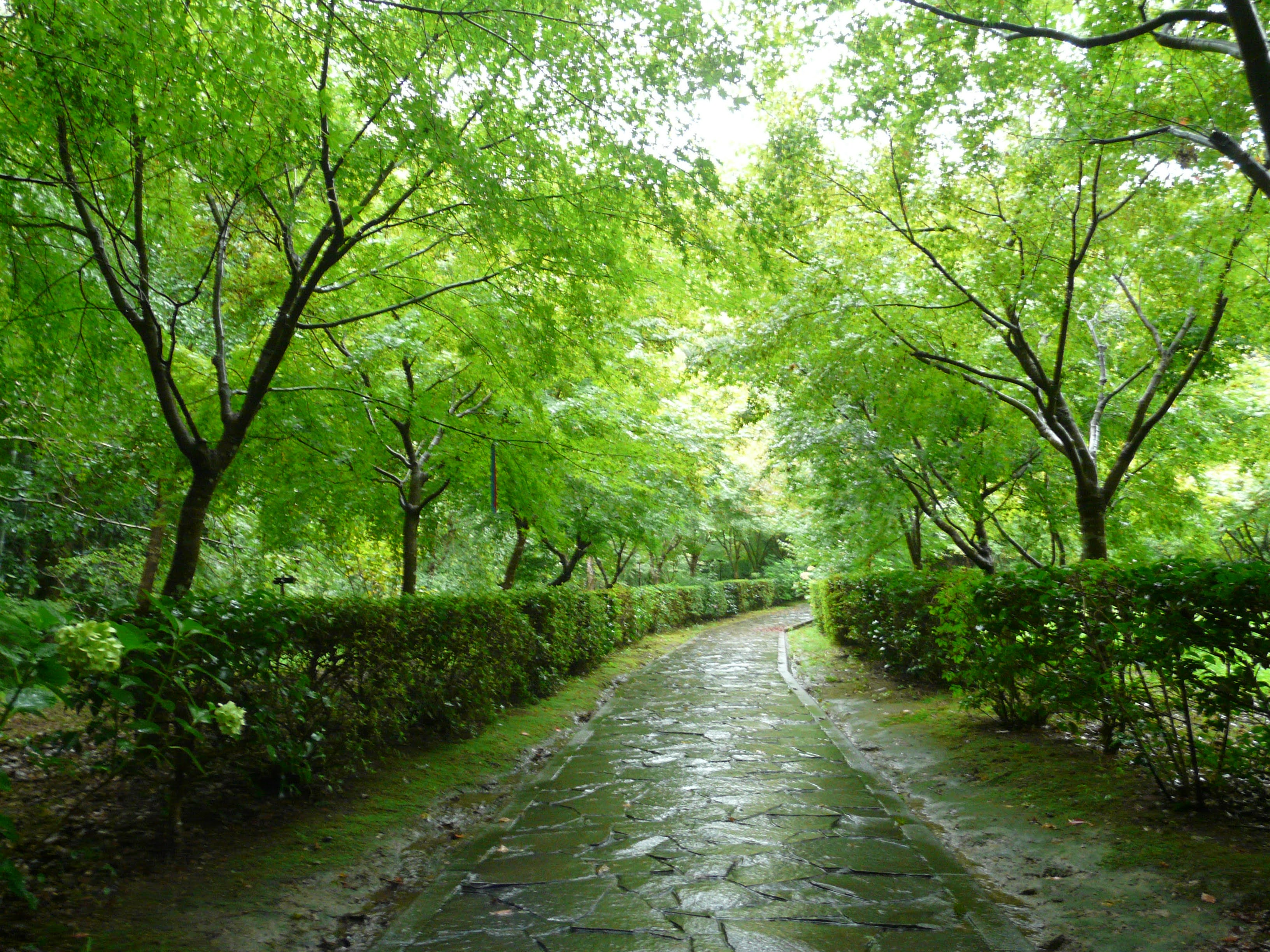
もみじ道
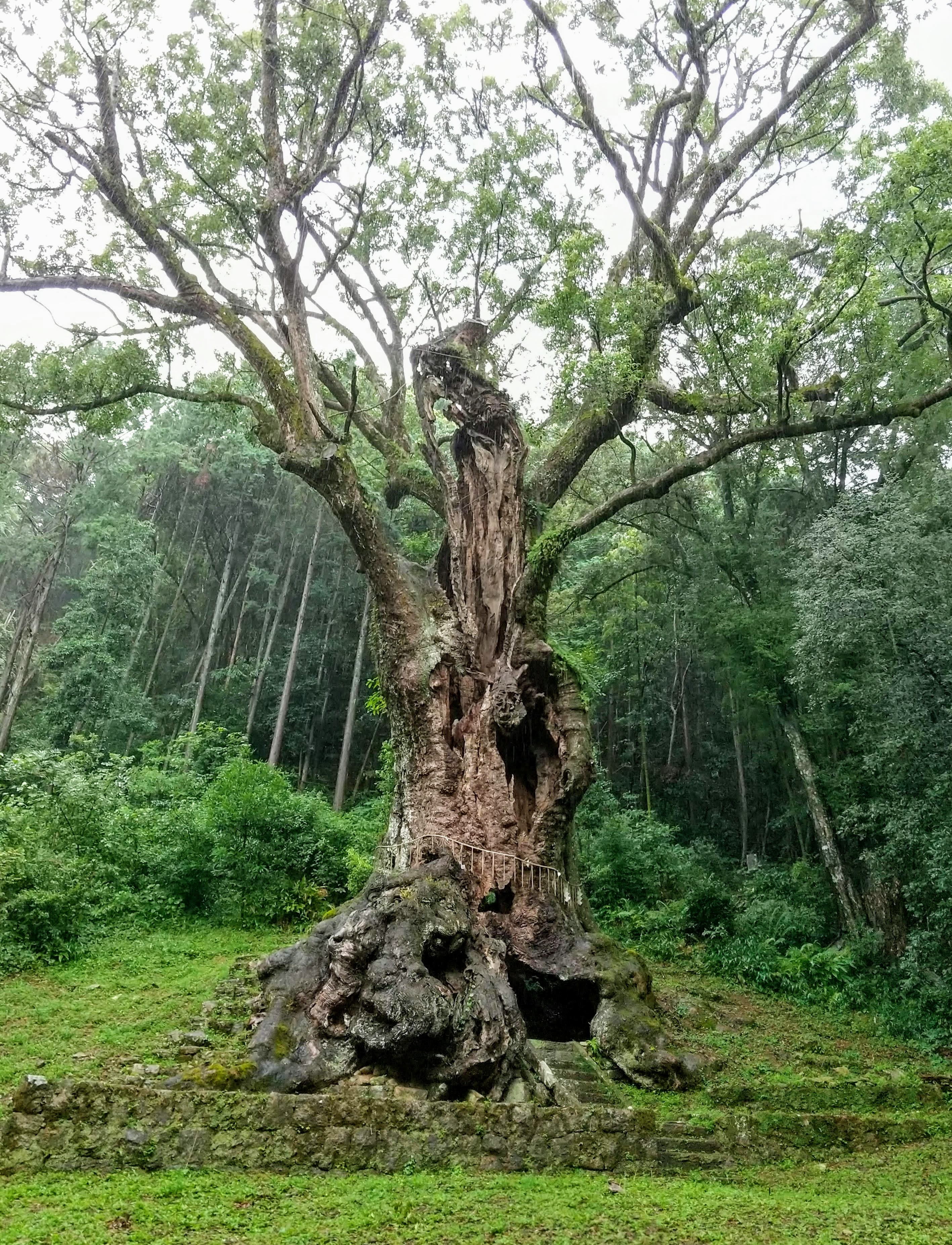
御神木の武雄の大楠

## 祭神
主祭神と相殿神の五柱の神を総じて武雄大明神と号す。

### 主祭神
- 武内宿禰（たけうちのすくね）

### 相殿神
- 武雄心命（たけおこころのみこと）
- 仲哀天皇（ちゅうあいてんのう）
- 神功皇后（じんぐうこうごう）
- 応神天皇（おうじんてんのう）

## 摂末社
- 下ノ宮

御祭神：平群木兎宿禰(へぐりづくすくね)。武内宿禰の御子神である。
- 荒神社：1816年（文化13年）から奉斎される[17]。
- 塩釜神社・城山稲荷神社[16][18]
  - 塩釜神社は、1837年（天保5年）に宮城県塩釜市の塩竈神社より勧請し奉斎したと伝わる。
  - 城山稲荷神社は、1858年（安政5年）に京都の伏見稲荷大社より勧請し奉斎したと伝わる。倉稲魂神・猿田彦命・大宮女命の三神に摂社の田中大神・四大神の二神を加え稲荷五社大明神と称し、殖産興業の守護神として祀られている。

## 文化財

### 国指定文化財
重要文化財
- 武雄神社文書（218通）25巻：1979年（昭和54年）6月6日指定。

本来は218通の文書だったが、保存修理が行われ現在は25巻の巻物となっている。文書は現在、佐賀県立図書館に寄託されている。
武雄神社に伝わる平安時代中期から室町時代末期にかけての古文書である。その中でも四至実検状（武雄社社域の検分書）は佐賀県内残存古文書の中でも最古（天暦５年（951年））のものであり、神主の伴、太宰府使の加賀権守源朝臣等７人の花押があり、地方と中央の関係を示す資料である。
鎌倉から南北朝時代の武雄社神主は、神社の大宮司でありながら幕府御家人の身分も保持しており、そのため、文書中に、元寇に対する幕府からの出征命令を肥前守護少弐経資が武雄社大宮司に宛てた書状「少弐経資書状案」や、南北朝時代に足利尊氏が九州から東上時に、九州各国守護に武具、馬具、兵士、兵糧等の徴発を命じた「沙弥遍雄施行状」などがあり、幕府の命令が地頭・御家人たちへ伝達状況が示された資料である。
武雄神社は、大宰府の府社、肥前国杵島郡鎮守、及び蓮華王院領長島荘鎮守として崇敬を受け、神社所領が拡大し中世荘園に発展する過程を示す資料でもあり、宮司家が在地豪族として成長する過程を示す資料でもある。

### 市指定文化財
武雄市重要文化財
- 武雄神社の肥前鳥居 2基：1973年（昭和48年）2月20日指定。

文化財に指定されている鳥居は、参道入り口にある一ノ鳥居と社殿前にある三ノ鳥居である。
肥前鳥居は、主に佐賀県周辺地域で見られる独特の形式の鳥居である。室町時代末期から江戸時代初期にかけ多く造られ、特徴として笠木・島木・貫・柱の各部分が継材となり三本継ぎで造られている。島木は形骸化し笠木と一体化し両端が流線形になっている。柱上端に台輪が設けられ、下部へ行くほど肥大化し、基礎の亀腹（饅頭）と一体化している。
武雄市天然記念物
- 武雄の大楠：1970年（昭和45年）7月15日。

樹高30.0ｍ、幹周り20.0ｍ、枝張り33.0ｍの大きさで、推定樹齢3000年とされる。地表近くの幹に大きな空洞があり、内部の広さは12畳ほどある。樹勢の衰えがあったため、1994年（平成６年）に土壌改良・地形測量・土壌分析・看板・柵を設置し、幹下部の改良が行われ、1997年（平成９年）の調査で樹勢の回復が確認されたが、樹勢が回復したことで枝張りなどの樹上の成長がうながされたために、逆に倒木の恐れが生じ、2003年（平成15年）に倒木防止処置として大枝の伐採、幹をワイヤーで牽引、空洞内部の強化剤塗布などの樹勢回復事業が行われた。

## 祭事
| 1月 （睦月）    | 1日  | 0時    | 新年初祈祷 初神楽       | |
| 1月 （睦月）    | 1日  | 11時   | 元旦祭                  | |
| 1月 （睦月）    | 1日  | 12時   | 塚崎太鼓奉納            | |
| 2月 （如月）    | 17日 | 14時   | 歩射祭                  | 当社の歩射祭は県内最古の神事とされ、五穀豊穣を願うと共に年占いの意味がある。 14時より本殿で祭典を行った後、裏鬼門（南西）に設置した的に氏子2名が6本の矢を奉射する。その後、神前に供えた猪肉を天平汁にし参拝者に振る舞い、兎は毛を抜き取り御守として授与する。兎の毛は家の神棚に供え、余った毛は財布に入れたり着物の襟に縫い込んだりし、肌身離さず大事にすると一年間無病息災で過ごせると伝わる。 武雄社本紀によれば、天平7年（735年）旧暦1月17日に、初代宮司 伴行頼が御船山の南嶽にあった祠を北麓に遷座し、神前に牝牡の猪２頭、野兎１羽、白鳥２羽を供え遷座祭を行い、祭典後、距離約30ｍ（33間）で本殿の鬼門（北東）に的を設け、宮司が6本奉射したのが起源とされる。 |
| 10月 （神無月） | 22日 | 19時頃 | 宵のまつり （エイトウ） | 「エイトウ エイトウ」と囃しながら、空になった唐櫃を青竹で叩きながら町を練り歩き、無病息災を祈念する。 社伝によると、文治元年（1185年）、壇ノ浦の戦いで平家水軍に苦戦した源頼朝は、当社に密使を使わせ平家追討を祈願した。翌春、当社の神使の白鷺が境内の心字ノ池から飛び立ち、源氏を励まし守護したと伝わりる。翌文治2年、頼朝はこの勝利を武雄神社の神徳によるものとし、後鳥羽天皇の勅使と名代の御家人を当社に赴かせ、例祭前夜に種々のお供えものを献じたと伝わる。 |
| 10月 （神無月） | 23日 | 10時   | 例祭                    | 例祭は祭典の中で最も重要な儀式とされ、「武雄くんち」と呼ばれ、旧暦の9月23日に催行していたが、改暦後、毎年10月23日に催行されるようになった。祭典後、神輿が担がれ、下宮まで御神幸渡御が行われる。 |
| 10月 （神無月） | 23日 | 14時   | 流鏑馬奉射              | 約250ｍの馬場を疾走する馬上から、３つの的をめがけ矢を放つ。 文治2年（1186年）に後鳥羽天皇の勅使左大弁藤原基氏と源頼朝の名代天野遠景が、平家追討祈願の御教書を持って当社に参詣し深謝したのを、武雄2代領主後藤宗明が歓迎し流鏑馬を奉納したのが、武雄の流鏑馬の始まりとされる。 |
| 12月 （師走）   | 5日  | 20時   | お火たき祭              | 19時30分より本殿で祭典を行い、御神前で火鑚の儀が行われ、火鑚具により御神火を採火し、境内に設けられたお山に点火し、神職が大祓詞を奏上する。参拝者は、古神札や御守等を、御神火により焼納し、この火にあたる事で、一切の罪穢れを打祓い、一年間大神様の御神徳により平穏無事に過ごせたことを感謝し、来年の幸せを祈念する。 |
| 12月 （師走）   | 31日 | 23時   | 除夜祭 大祓い祭         | |

## アクセス
- JR佐世保線 武雄温泉駅で下車し、祐徳バス 武雄保養センター行きに乗車し、武雄高校前バス停下車、徒歩3分
- JR佐世保線 武雄温泉駅で下車し、徒歩で約1.4ｋｍ

## 関連図書
- 石井良一『武雄史』石井義彦、1956年。
- 武雄歴史研究会『湯か里（合本）』武雄歴史研究会、2002年。
- 中島平一『武雄の原始と古代』清香奨学会、1966年。
- 真名子磯夫 『武雄の伝説』武雄市文化会館、1964年。